# باخ (اتریش)
باخ (به آلمانی: Bach) یک منطقهٔ مسکونی در اتریش است که در ناحیه رویت واقع شده‌است. باخ ۵۶٫۹ کیلومتر مربع مساحت دارد ۱٬۰۷۰ متر بالاتر از سطح دریا واقع شده‌است.